# Грим'ячка (річка)
Гри́м'ячка (Грем'ячка) — річка в Україні, що протікає переважно в межах Віньковецької селищної громади Хмельницького району Хмельницької області. Ліва притока Ушиці (басейн Дністра).

## Опис
Довжина 20 км. Площа водозбірного басейну 113 км². Долина у верхів'ях порівняно неглибока, нижче — вузька, глибока, місцями з крутими схилами. Є кілька ставків. 

## Розташування
Грим'ячка бере початок на північ від села Фащіївка. Тече спершу на південь і (частково) південний схід, від села Яснозір'я — переважно на захід. Впадає до Ушиці біля північної околиці села Адамівка. 
Над річкою розташовані села: Фащіївка, Яснозір'я і Грим'ячка.